# 除惡使者
《除惡使者》（英語：Sikandar）是一部2025年印度印地語動作劇情片，由AR·穆卡朵斯編劇兼執導，薩吉德·納迪亞德瓦拉監製，沙曼·罕、拉什米卡·曼丹娜、薩堤拉什、卡潔兒·阿加瓦爾及沙曼·喬希主演。電影講述富有權勢的桑傑·「錫坎達」·拉傑果德（Sanjay "Sikandar" Rajkot，罕飾演）在經歷悲劇後，決定幫助三個人來彌補過往的遺憾，卻發現自己成了復仇心切的政客的目標。
《除惡使者》的消息於2024年4月正式宣布，同年6月展開主要拍攝。電影主要在孟買和海得拉巴拍攝，並於2025年3月殺青。本片為《痛擊》（2014年）以來，罕再次與納迪亞德瓦拉外孫娛樂的合作。《除惡使者》的歌曲及背景音樂分別由普里坦、桑托什·納拉亞南譜寫；蒂魯掌鏡，維維克·哈尚則負責剪輯。
《除惡使者》由潘馬魯達娛樂定檔2025年3月30日於印度上映（包含標準及IMAX格式），恰逢開齋節。本片的劇本及執導技巧受到影評界批評，整體口碑不佳；此外，電影因商業表現失利而成為票房炸彈。

## 劇情
桑傑·拉傑果德是古吉拉特邦拉傑果德的權勢人物，被人們稱為「錫坎達」，與愛妻賽希莉感情和睦。桑傑總是忙於工作，而缺乏時間陪伴賽希莉。
一日，桑傑在飛機上為前色情演員莫妮卡解圍，為此毆打了拉凱什·普拉丹部長之子阿爾俊，並逼阿爾俊向莫妮卡道歉。第二天，拉凱什賄賂普拉卡什督察逮捕桑傑，但到桑傑豪宅時卻撲了空；賽希莉稱桑傑已經先到警局等人。桑傑最後被警局高官放走，但普拉卡什並未善罷甘休。賽希莉發現自己懷孕，但來不及將此事告訴桑傑；此時的桑傑得知自己的採石場經理卻出售了40公斤炸藥，炸藥之後被用於恐怖襲擊。採石場經理即將遭人滅口之際，桑傑衝到現場阻止，但賽希莉也跟了上來，警告他現場的炸藥即將引爆。炸藥引爆時，賽希莉被碎片刺傷而被送往醫院，最終因傷勢過重而去世。她去世前簽署了器官捐贈，使肺、眼角膜和心臟各捐給了孟買的三名病人上。
桑傑前往孟買尋找器官接受者。他發現，肺捐給了達拉維的孤兒卡瑪，眼角膜被捐給了人妻維德希，而心臟則由青少女妮莎取得。桑傑見了卡瑪，得知商人維拉特·巴克希購買了達拉維幾英畝土地來建造購物中心，為了迫使剩下的居民搬走，而把自己擁有的土地變成了垃圾傾倒場，卡瑪因所在地區嚴重污染而患有肺病。桑傑接下來遇見了維德希；維德希因嚴厲的公公而無法經營自己的脆餅生意。最後，桑傑見到了妮莎，對方因捐贈的心臟開始衰竭而住院。桑傑決心要挽救她，安排了一位來自杜拜的醫生透過視訊指導當地醫生，這有助於穩定她的病情。他後來得知，妮莎出生時患有心臟病，加上被男友卡皮爾冷酷拋棄，導致病情雪上加霜。桑傑與卡皮爾對峙，並教訓了對方一頓。
桑傑及團隊在回到拉傑果德之前，被阿爾俊發現並追趕。阿爾俊不小心將手中的燃烧瓶掉落在自己的車上，導致車輛爆炸，燒死了自己。當桑傑離開孟買時，接到了拉凱什的電話，對方發誓要報仇，並將殺死所有三名器官接受者。桑傑及團隊留在孟買，以保護三人。桑傑幫助了三人及他們的家人，讓卡瑪等人接受更好的醫療資源；維德希的公公允許她工作後經營著脆餅生意；妮莎與家人幸福地生活在一起。但很快拉凱什就陷害桑傑實施恐怖炸彈襲擊，使得器官接受者對桑傑的信任度降低，但他的朋友們幫助消除了他們之間的疑慮。
拉凱什的大批暴徒就前往醫院襲擊卡瑪及妮莎，維德希一家也為了躲避追殺而來到醫院避難。桑傑及其團隊殺光了暴徒們，並在隔天晚上闖入拉凱什的豪宅；桑傑痛宰了拉凱什一頓。最後，桑傑向警方自首，讓普拉卡什上銬逮捕，但大批孟買群眾圍繞在外頭抗議；普拉卡什放走了桑傑。贏得民心的桑傑受到群眾歡呼。

## 演員
- 沙曼·罕飾演桑傑·「錫坎達」·拉傑果德（Sanjay "Sikandar" Rajkot）[5]
- 拉什米卡·曼丹娜飾演賽希莉·拉傑果德（Saisri Rajkot）
- 薩堤拉什（英语：Sathyaraj）飾演拉凱什·普拉丹部長（Minister Rakesh Pradhan）
- 卡潔兒·阿加瓦爾（英语：Kajal Aggarwal）飾演維德希·蘭加查里（Vaidehi Rangachari）
- 沙曼·喬希飾演阿瑪（Amar）
- 普拉提克·巴巴爾（英语：Prateik Babbar）飾演阿爾俊·普拉丹（Arjun Pradhan）
- 安吉尼·達瓦（Anjini Dhawan）飾演妮莎（Nisha）
- 基肖爾（英语：Kishore (actor, born 1974)）飾演普拉卡什督察（Inspector Prakash）
- 傑汀·捨納（英语：Jatin Sarna）飾演德尼羅（De Niro）
- 桑傑·卡浦爾（英语：Sanjay Kapoor）飾演妮莎之父
- 納瓦布·沙（英语：Nawab Shah (actor)）飾演維拉特·巴克希（Virat Bakshi）
- 威薩爾·法希希塔（英语：Vishal Vashishtha）飾演蘭加查里（Rangachari）
- 基索里·沙哈恩（英语：Kishori Shahane）飾演部長之妻
- 蘇拉巴·阿里亞（英语：Sulabha Arya）飾演薩維特里（Savithri）
- 艾南特·馬哈德萬（英语：Anant Mahadevan）飾演首席部長
- 阿揚·罕（Ayan Khan）飾演「卡瑪」卡瑪魯丁（Kamaruddin “Kamar”）
- 丹妮亞·巴拉克里希納（英语：Dhanya Balakrishna）飾演賽希莉的女傭

## 外部連結
- 互联网电影数据库（IMDb）上《除惡使者》的资料（英文）